# Koreatown (Manhattan)

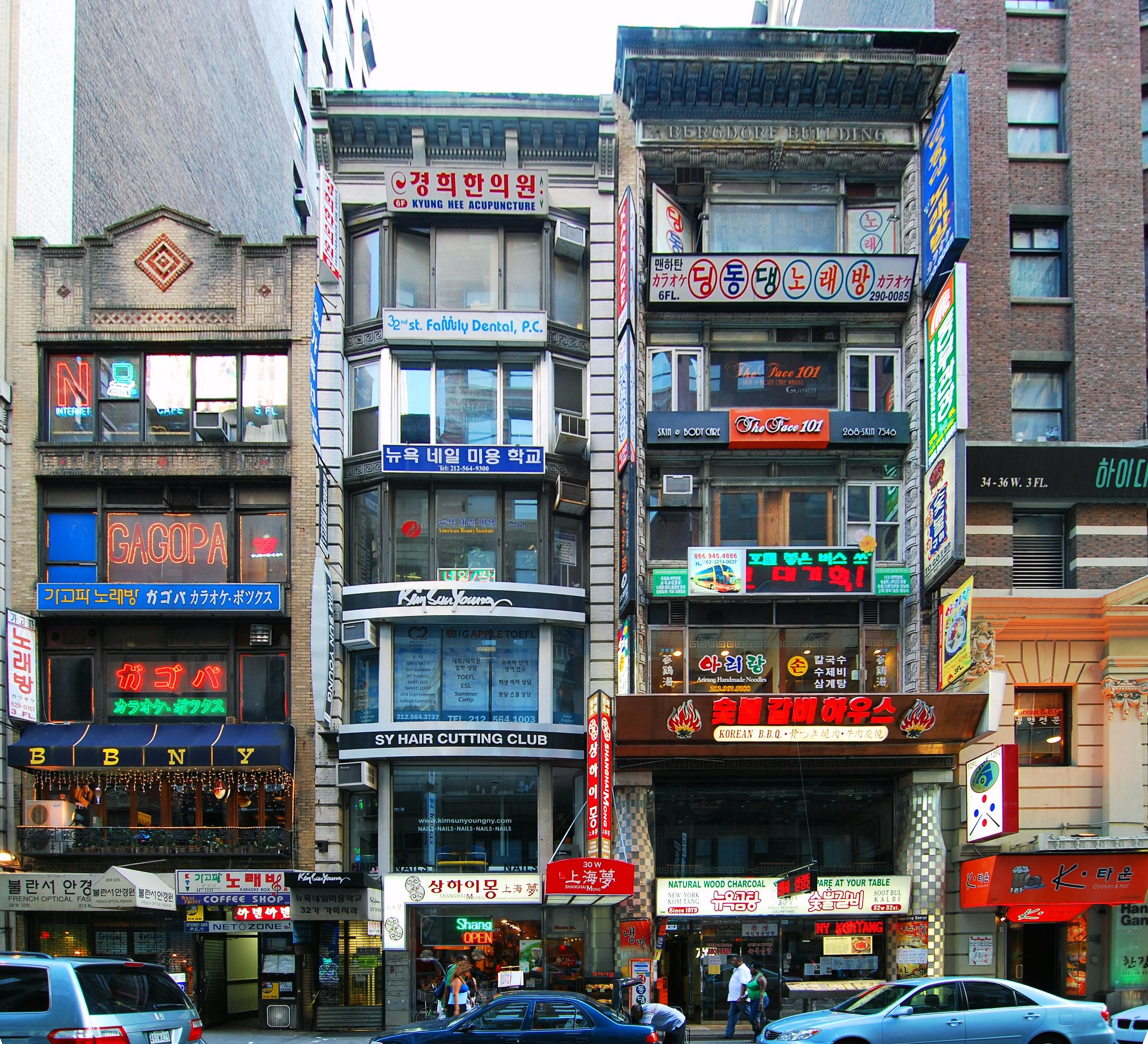
Der sogenannte Korea Way auf der 32nd Street in Manhattans Koreatown (2009).

Koreatown, auch umgangssprachlich K-town genannt, ist ein Viertel im New Yorker Stadtteil Manhattan.

## Lage
Koreatown wird von der 31st Street im Süden, der 36th Street im Norden, der Fifth Avenue im Westen und der Sixth Avenue im Osten begrenzt. Koreatown liegt damit zwischen Chelsea, Murray Hill, Midtown und Downtown Manhattan und ist ein Überbleibsel des alten Textile District. Diese Lage in Midtown Manhattan führt dazu, dass dieses Viertel von der Attraktivität des Empire State Buildings oder von Macy’s überschattet wird, die sich in der Nähe befinden.

## Geschichte

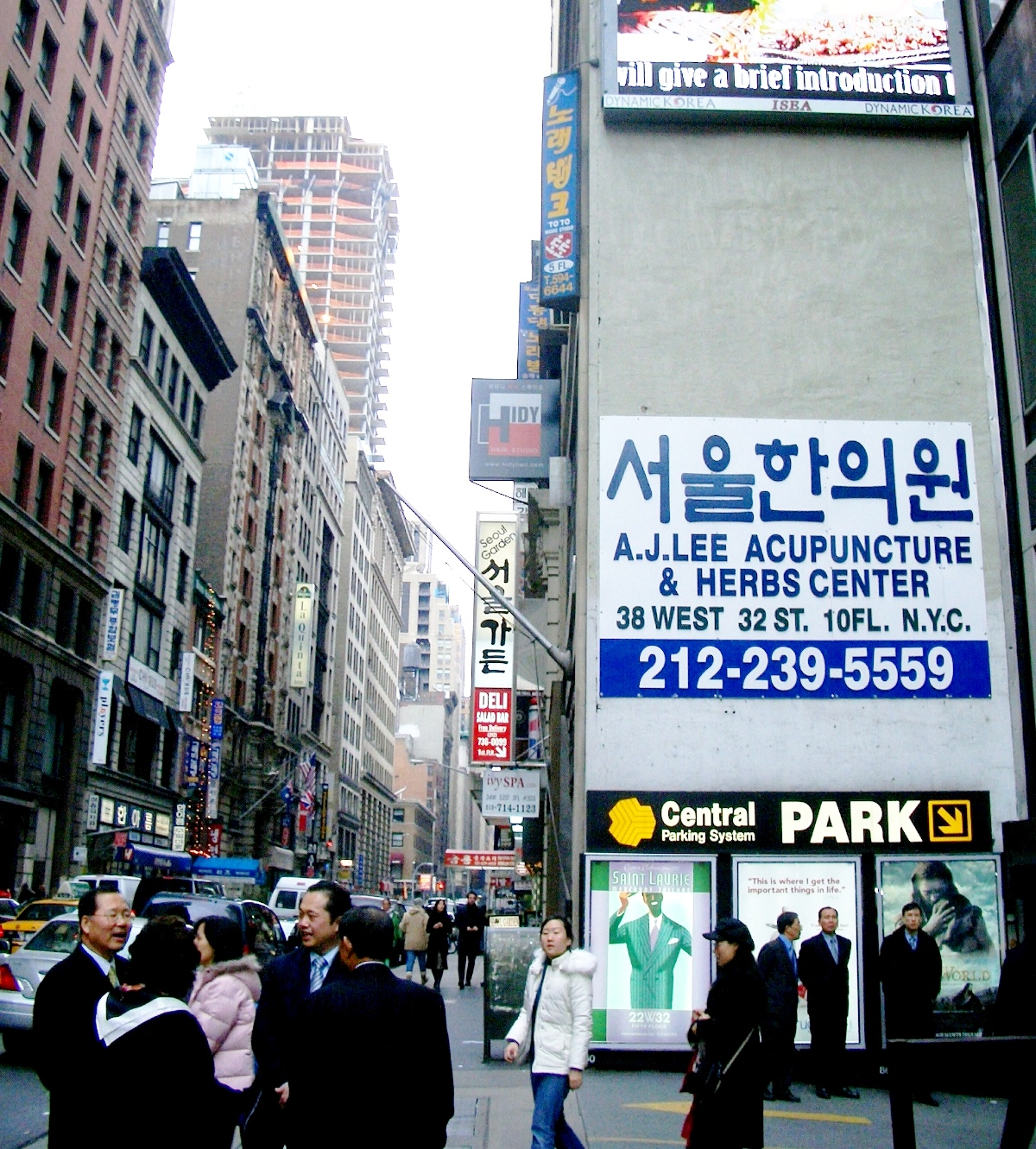
Koreatown in Midtown Manhattan

In den 1890er Jahren war laut der Landmarks Preservation Commission von New York City diese Gegend besonders für chice Läden, Theater, Clubs und Behausungen bekannt. 1931 wurde das Empire State Building in der Nähe erbaut. In den 1950er Jahren wurde der raue Flair dieser Gegend in Midtown South von Michael Chabon in „The Amazing Adventures of Kavalier & Clay“ festgehalten. In den späten 1970er Jahren sorgten koreanische Geschäftsleute für die Aufwertung der West 32nd Street, so dass der Teil der 32nd Street zwischen Fifth Avenue und Broadway 1995 offiziell in „Korea Way“ umbenannt wurde.
Koreatown war ursprünglich darauf ausgerichtet, die Bedürfnisse der wachsenden Anzahl koreanischer Einwanderer in der Metropolregion New York zu stillen. Derzeit leben in dieser Region laut American Community Survey von 2009 etwa 201.393 Amerikaner mit koreanischen Wurzeln – dies ist die zweitgrößte Ansammlung von Menschen mit koreanischen Wurzeln außerhalb Koreas hinter dem Koreatown in Los Angeles. Dennoch entstand in den vergangenen Jahren in dieser Gegend auch zunehmend nicht-koreanischer Handel.
Es gab zwar nie einen offiziellen Plan oder einen Beschluss, ein koreanisches Geschäftsviertel in Manhattan ins Leben zu rufen, doch durch die niedrigen Mieten und die hohe Laufkundschaft aufgrund der Nähe zum Empire State Building, dem Garment District oder dem Flower District entschieden sich koreanische Einwanderer, hier tätig zu werden.
Alles begann mit einer koreanischen Buchhandlung und einer Handvoll koreanischer Restaurants. Durch deren Erfolg und den Zustrom koreanischer Einwanderer nach New York City siedelten sich immer mehr Geschäfte in diesem Viertel an, die von Koreanern betrieben wurden. Heute finden sich hier zahlreiche Restaurants, kleine Lebensmittelläden, Friseursalons, Nagelstudios, Karaoke-Bars, die hier wie in Korea Noraebang heißen sowie Internet-Cafés, Banken und Hotels. Koreatown ist immer noch hauptsächlich ein koreanisches Geschäftsviertel, da hier verhältnismäßig wenig Wohnbevölkerung ansässig ist. Tatsächlich gibt es mehr koreanische Restaurants in Koreatown als koreanische Bewohner. Die meisten Koreaner von New York City leben nicht direkt in Manhattan, sondern in den anderen Stadtteilen – insbesondere in Queens. Doch in den letzten Jahren zogen zunehmend koreanischstämmige Amerikaner nach Koreatown, da dort zunehmend Wohnraum geschaffen wurde.